# Линије жеље
Линије жеље је надолазећи српски драмски филм из 2025. године.
Светска премијера филма је одржана на 78. издању филмског фестивала у Локарну.

## Радња
Бранко опсесивно прати свог брата кроз неоном осветљене београдске ноћи, покушавајући да докучи његово необично понашање. На овом путу Бранко схвата да је он тај који је чудан, да је он сам посматрач, привиђење. Бранко наставља да хода и оставља град иза себе, прелазећи пејзаже и границе на свом путу до посебног места где свако и где свака ствар има своју причу...

## Улоге
| Глумац             | Улога |
| ------------------ | ----- |
| Иван Чуић          |       |
| Бранка Катић       |       |
| Петја Голец Хорват |       |
| Рок Јуричић        |       |